# Шахин, Юсеф
Ю́сеф Шахи́н (араб. يوسف شاهين‎, 25 января 1926 — 27 июля 2008) — египетский кинорежиссёр и продюсер. Один из крупнейших египетских кинорежиссёров.

## Биография
Родился в семье мелькитских греко-католиков (отец из ливанской Захлы, мать греческого происхождения). Юсеф Шахин начал своё образование в братской школе и продолжил учёбу в колледже Victoria. После года в Александрийском университете он переехал в США для обучения в Пасаденском театре.
В его фильме «Борьба в долине» (1954) дебютировал Омар Шариф.
В 1997 году на юбилейном 50-м Каннском кинофестивале был удостоен почётной награды за вклад в кинематограф.

## Фильмография
- 1950 — «Папа Амин» / Baba Amin
- 1951 — «Сын Нила» / Ibn an-Nil
- 1952 — «Великий клоун» / Al-muharrig al-Kabir
- 1953 — «Дама в поезде» / Sayedat al-Qitar
- 1954 — «Демон пустыни» / Shaytan as-Sahra
- 1954 — «Борьба в долине» / Sira` fi-l-Wadi
- 1956 — «Тёмные воды» / Siraa Fil-Mina
- 1958 — «Каирский вокзал» / Bab el-hadid
- 1958 — «Джамиля» / Jamilah
- 1959 — «Навсегда твоя» / Hubb lel-abad
- 1960 — «Зов любви» / Bein ideik
- 1963 — «Победитель Салладин» / En- Naser Salah ed-Din
- 1965 — «Заря нового дня» / Bayya` el-Khawatim
- 1968 — «Нил и жизнь» / An-nil wal-Hayah
- 1969 — «Земля» / Al-ard
- 1970 — «Выбор» / Al-Ikhtiyar
- 1972 — «Люди на Ниле» / An-nas wa-n-Nil
- 1972 — «Воробей» / Al-asfour
- 1976 — «Возвращение блудного сына» / Awdat al-ibn ad-dall
- 1979 — «Почему Александрия?» / Iskanderija… leeh?
- 1982 — «Память» / Hadduta masrija
- 1986 — «Шестой день» / Al-yawm al-Sadis
- 1995 — «Люмьер и компания» / Lumière et compagnie
- 1997 — «Судьба мудреца» / Al-massir
- 2002 — «11 сентября» / 11'9''01 September 11

## Признание
Лауреат премий Каннского и Берлинского кинофестивалей.